# Warren Berlinger
Warren Berlinger, né le 31 août 1937 à New York (arrondissement de Brooklyn) et mort le 2 décembre 2020 à Valencia, est un acteur américain.

## Biographie
Warren Berlinger entame sa carrière au théâtre et joue notamment à Broadway (New York) où il débute enfant dans la comédie musicale Annie du Far West sur une musique d'Irving Berlin, représentée de 1946 à 1949. Suivent sept pièces à partir de 1950, dont Bernardine (en) de Mary Chase (1952-1953, avec John Kerr) et Come Blow Your Horn (en) de Neil Simon (sa septième et dernière pièce à Broadway, 1961-1962, avec Lou Jacobi et Pert Kelton). Puis il revient une ultime fois à Broadway en 1978, dans la comédie musicale A Broadway Musical.
Au cinéma, il contribue à trente films (majoritairement américains), le premier étant L'Enfant du divorce d'Edmund Goulding (1956, avec Ginger Rogers et Michael Rennie) ; le dernier sort directement en vidéo en 2010. Entretemps, mentionnons Le Tombeur de ces demoiselles de Norman Taurog (1966, avec Elvis Presley et Shelley Fabares), Le Privé de Robert Altman (1973, avec Elliott Gould et Sterling Hayden), Le Monde selon Garp de George Roy Hill (1982, avec Robin Williams et Mary Beth Hurt), ou encore Héros malgré lui de Stephen Frears (1992, avec Dustin Hoffman et Geena Davis).
À la télévision américaine, Warren Berlinger apparaît dans soixante-treize séries dès 1955, dont Johnny Staccato (un épisode, 1960), Happy Days (cinq épisodes, 1975-1981), Arabesque (trois épisodes, 1985-1989), Columbo (un épisode, 1991) et Friends (son avant-dernière série, un épisode, 1996).
S'ajoutent treize téléfilms diffusés entre 1962 et 2002, dont Kilroy de Robert Butler (1965, avec Celeste Holm et Allyn Joslyn).
Il tient son ultime rôle à la télévision dans un épisode (2016) de la série Grace et Frankie, après quoi il se retire.
En 1960, il épouse l'actrice Betty Lou Keim (1938-2010) dont il reste veuf à son décès. Elle joue à ses côtés dans la pièce A Roomful of Roses d'Edith Sommer à Broadway en 1955, puis dans son adaptation au cinéma de 1956 (L'Enfant du divorce précité).

## Théâtre

### Broadway (intégrale)
(pièces, sauf mention contraire)
- 1946-1949 : Annie du Far West (Annie Get Your Gun), comédie musicale produite par Richard Rodgers et Oscar Hammerstein II, musique et lyrics d'Irving Berlin, livret de Dorothy et Herbert Fields, chorégraphie d'Helen Tamiris, décors et lumières de Jo Mielziner, costumes de Lucinda Ballard, mise en scène de Joshua Logan : un jeune garçon (remplacement, dates non spécifiées)
- 1950-1951 : The Happy Time de Samuel A. Taylor, production de Richard Rodgers et Oscar Hammerstein II : Robert Bonnard « Bibi »[2] (remplacement, dates non spécifiées)
- 1952-1953 : Bernardine (en) de Mary Chase : Davie Gibbs
- 1953 : Take a Giant Step de Louis Peterson[3], costumes de Ruth Morley : Johnny Reynolds
- 1954-1955 : Anniversary Waltz de Jerome Chodorov et Joseph Fields, mise en scène de Moss Hart : Okkie Walters
- 1955 : A Roomful of Roses d'Edith Sommer : Dick Hewitt[4]
- 1958 : Blue Denim (en) de James Leo Herlihy et William Noble, mise en scène de Joshua Logan : Ernie Lacey
- 1961-1962 : Come Blow Your Horn (en) de Neil Simon : Buddy Baker[5]
- 1978 : A Broadway Musical, comédie musicale, musique de Charles Strouse, lyrics de Lee Adams, livret de William F. Brown : Eddie Bell

### Autres lieux
- 1977-1978 : California Suite (en) de Neil Simon[6], mise en scène de Gene Saks (en tournée aux États-Unis)

## Filmographie partielle

### Cinéma
- 1956 : L'Enfant du divorce (Teenage Rebel) d'Edmund Goulding : Dick Hewitt
- 1960 : Because They're Young de Paul Wendkos : Buddy McCalla
- 1960 : Les Jeunes Terreurs (Platinum High School) de Charles F. Haas : « Crip » Hastings
- 1960 : Le Rafiot héroïque (The Wackiest Ship in the Army) de Richard Murphy : le radio A. J. Sparks
- 1961 : All Hands on Deck de Norman Taurog : l'enseigne Rudy Rush
- 1966 : Le Tombeur de ces demoiselles (Spineout) de Norman Taurog : Philip Short
- 1967 : Thunder Alley de Richard Rush : Eddie Sands
- 1973 : Le Privé (The Long Goodbye) de Robert Altman : Morgan
- 1975 : Lepke, le caïd (Lepke) de Menahem Golan : « Gurrah » Shapiro
- 1976 : C'est toujours oui quand elles disent non (I Will, I Will... for Now) de Norman Panama : Steve Martin
- 1976 : Deux Farfelus à New York (Harry and Walter Go to New York) de Mark Rydell : le régisseur de théâtre
- 1976 : Un candidat au poil (The Shaggy D. A.) de Robert Stevenson : Dip
- 1979 : Le Magicien de Lublin (The Magician of Lublin) de Menahem Golan (film germano-israélien) : Herman
- 1981 : L'Équipée du Cannonball (The Cannonball Run) d'Hal Needham : Shakey Finch
- 1982 : Le Monde selon Garp (The World According to Garp) de George Roy Hill : Stew Percy
- 1989 : Ten Little Indians d'Alan Birkinshaw : le détective William Henry Blore
- 1992 : Héros malgré lui (Hero) de Stephen Frears : le juge Goines
- 1996 : That Thing You Do! de Tom Hanks : l'hôte de l'émission télévisée Polaroid

### Télévision

#### Séries
- 1960 : Johnny Staccato, saison unique, épisode 13 Un jeune homme en colère (An Angry Young Man) de Richard Whorf : Carl Humboldt
- 1966 : Sur la piste du crime (The F.B.I.), saison 1, épisode 26 The Defector, Part I de Christian Nyby : Larry Norton
- 1967 : Gunsmoke ou Police des plaines (Gunsmoke ou Marshal Dillon), saison 13, épisode 14 Wonder d'Irving J. Moore : Ed Franklin
- 1969 : The Courtship of Eddie's Father, saison 1, épisode 10 Any Friend of Dad's d'Hal Cooper : Harvey Henshaw
- 1969 : Cher oncle Bill (Family Affair), saison 3, épisode 25 The Flip Side de Charles Barton : McGregor
- 1970 : Les Règles du jeu (The Name of the Game), saison 3, épisode 9 All the Old Familiar Faces de Seymour Robbie : Jimmy Crowder
- 1971 : L'Homme de fer (Ironside), saison 5, épisode 10 Ifa Body See a Body de Don McDougall : Joe Muller
- 1975 : Ellery Queen, à plume et à sang (Ellery Queen), saison unique, épisode pilote Too Many Suspects de David Greene : Eddie Carter
- 1975-1981 : Happy Days
  - Saison 2, épisode 21 Richie disc jokey (Richie's Flip Side, 1975) : le disc jockey « Charlie le Prince »
  - Saison 4, épisode 20 Le jour J est arrivé (The Physical, 1977) de Jerry Paris : le sergent Betchler
  - Saison 5, épisode 2 Hollywood, 2e partie (Hollywood, Part II, 1977) de Jerry Paris : le réalisateur
  - Saison 7, épisode 19 Restons honnêtes (The Hucksters, 1980) de Jerry Paris : M. Vanburen
  - Saison 8, épisode 10 Du courage ! (Only Hurts When I Smile, 1981) de Jerry Paris : Dr Logan
- 1976 : Le Nouvel Homme invisible (Gemini Man), saison unique, épisode 6 Cours vite, Sam ! (Run Sam, Run) : Harris
- 1977-1980 : Drôles de dames (Charlie's Angels)
  - Saison 1, épisode 17 Une sale affaire (Dirty Business, 1977) de Bill Bixby : Marvin Goldman
  - Saison 4, épisode 16 Mais qui a disparu ? (One of Our Angels Is Missing, 1980) d'Allen Baron : Fred Beck
- 1977-1980 : Alice
  - Saison 1, épisode 19 The Pain of No Return (1977) d'Alan Rafkin : Marion Bartlett
  - Saison 5, épisode 2 Dog Day Evening (1980) de Marc Daniels : Starkey
- 1978-1981 : Chips (CHiPs)
  - Saison 2, épisode 2 Les Volontaires (The Volunteers, 1978) de John Florea : l'exploitant du marché
  - Saison 3, épisode 18 Drôle de rançon (Kidpnap, 1980) de Gordon Hessler : Bickel
  - Saison 5, épisode 1 Cascades d'enfer (Suicide Stunt, 1981) : Curtis
- 1979 : La croisière s'amuse (The Love Boat), saison 2, épisode 23 Vague à l'âme (A Funny Valentine/The Wallflower/Home is Not a Home) : Francis Dunkmueller
- 1979 : Shérif, fais-moi peur (The Dukes of Hazzard), saison 2, épisode 12 Oncle Jesse et les pilleurs d'épaves (Arrest Jesse Duke) : Benswanger
- 1981 : Dynastie (Dynasty, saison 2, épisode 6 Rien ne va plus (Viva Las Vegas) d'Alf Kjellin : un garde du corps de Ray Bonning
- 1982 : Laverne and Shirley, saison 7, épisode 20 Lightning Man : M. Henshaw
- 1982-1986 : Jackie et Sara (Too Close for Comfort)
  - Saison 3, épisode 4 A Snip'n Time (1982) : Herb
  - Saison 4, épisode 10 Is There a Doctor in the House? (1984) : Herb
  - Saison 5, épisode 2 Nearly Departed (1985) et épisode 7 Reconcilable Differences (1985) : Herb
  - Saison 6, épisode 3 Four Is a Crowd (1986) de Charles S. Dubin et épisode 18 Herb Kisses, Henry Tells (1986) : Herb
- 1983 : Détective Small et monsieur Frye (Small & Fry, mini-série), épisode 2 Détective en danger (Endangered Detectives) et épisode 5 Un tigre à l'agence (Schlockty Too) : Eddie
- 1985 : Charles s'en charge (Charles in Charge), saison 1, épisode 14 Madame la Présidente (Mr. President) d'Alan Rafkin : le directeur de Lamplight
- 1985 : Cagney et Lacey (Cagney & Lacey), saison 4, épisode 21 Violation d'Allen Baron : Vincent Gotti
- 1985-1989 : Arabesque (Murder, She Wrote)
  - Saison 1, épisode 17 Mort subite (Sudden Death, 1985) : le coach Pat Patillo
  - Saison 3, épisode 5 Meurtre sans publicité (Corned Beef and Carnage, 1987) de John Llewellyn Moxey : Jim Ingram
  - Saison 6, épisode 5 Jack et Bill (Jack and Bill, 1989) : le confiseur
- 1986 : Superminds, saison unique, épisode 13 Le Maléfice (Center of Attention) de Burt Brinckerhoff : Sonny
- 1986 : Riptide, saison 3, épisode 15 Le Pirate et la Princesse (The Pirate and the Princess) de Kim Manners : Hawkins
- 1986 : Simon et Simon (Simon & Simon), saison 6, épisode 1 Compétition : Qui en a besoin ? (Competition: Who Needs It?) : M. Phillips
- 1987 : L'Agence tous risques (The A-Team), saison 4, épisode 5 La Route de l'espoir (The Road to Hope) de David Hemmings : E. Robert Colton
- 1991 : Columbo, saison 11, épisode 1 Meurtre au champagne (Death Hits the Jackpot) de Vincent McEveety : le détective Jack Stroller
- 1992 : Un drôle de shérif (Picket Fences), saison 1, épisode 13 Joyeux Noël (High Tidings) d'Oz Scott : M. Ledeux alias Kris Kringle
- 1996 : Friends, saison 2, épisode 16 Celui qui vit sa vie (The One Where Joey Moves Out) de Michael Lembeck : Bob
- 2016 : Grace et Frankie (Grace and Frankie), saison 2, épisode 5 Le Code (The Test) : Bob

#### Téléfilms
- 1965 : Kilroy de Robert Butler : Oscar Kilroy
- 1973 : The Girl Most Likely to... de Lee Philips : Herman Anderson
- 1974 : The Red Badge of Courage de Lee Philips : le soldat enjoué
- 1976 : Wanted: The Sundance Woman de Lee Philips : le shérif Alvin Lopenheimer
- 1979 : Sex and the Single Parent de Jackie Cooper : Ned
- 1983 : The Other Woman de Melville Shavelson : Phil Gleason
- 1988 : What Price Victory de Kevin Connor : Pickett